# Mix Master Mike
Michael Schwartz (n. San Francisco, California; 4 de abril de 1970) más conocido como Mix Master Mike, es un turntablist estadounidense y miembro colaborador de los Beastie Boys.

## Vida y carrera
Michael Schwartz nació en San Francisco, California, Estados Unidos, de ascendencia alemana y filipina. Saltó a la fama al ganar el Seminario de Música Nueva 1992 / Superman Inc, en la «Batalla de DJ por la Supremacía Mundial» en la ciudad de Nueva York, convirtiéndose en el primer DJ de la Costa Oeste en hacerlo. En el mismo año, junto a su equipo de trabajo de turntablism «DJs Rock Steady», ganó el «Campeonato Mundial de DJ's de DMC» al establecerse como uno de los DJ's más preeminentes de la industria. Este éxito fue seguido por el triunfo en el Campeonato DMC 1993, esta vez como parte de un dúo con el DJ Qbert; Posteriormente ambos, fundaron el grupo de turntablism, Invisibl Skratch Piklz con el DJ Apollo.
La mayoría de los trabajos de alto perfil de Mix Master Mike ha sido con el grupo de hip-hop Beastie Boys. Mix Master Mike trabajó con ellos en los discos Hello Nasty (1998), To The 5 Boroughs (2004), y Hot Sauce Committee Part Two (2011). Él también aparece en el sencillo de Beastie Boys, «Alive», que fue lanzado en 1999, con el apoyo de la antología retrospectiva Beastie Boys Anthology: The Sounds of Science. Mix Master Mike es DJ residente de los Beastie Boys, siendo precedido por el Doctor Dré (no confundir con Dr. Dre), quien a su vez, reemplazó a Rick Rubin conocido como DJ Double R.
Mike también ha ayudado a compañeros DJ's a producir sus propios discos, como Wave Twisters de DJ Q-Bert. Mix Master Mike es conocido por su estilo de alto impacto bajo rutinas complejas de memoria virtual, También ganó el mejor álbum de electrónica en el año 2000, en los premios de la música de California en 1995, fue honrado con el Grand Wizzard Theodore de la Federación Internacional Turntablist; Ha colaborado con artistas como Ozzy Osbourne, Tommy Lee, Rob Zombie, Fela Kuti, Joss Stone, y entre otros.
En 2002, Mix Master Mike contribuyó con dos canciones al Red Hot + Riot, un recopilatorio creado por la Organización Red Hot en homenaje a la música y al trabajo del músico nigeriano Fela Kuti, que recaudó dinero para varias organizaciones benéficas dedicadas a aumentar la sensibilización sobre el sida su lucha contra la enfermedad, y contó con las actuaciones de muchos otros raperos y artistas. Mix Master Mike es uno de los nueve artistas que participaron en el Project Remix de thetruth.com, en el cual hizo el remix de la canción de Sunny Side «Tough Love».
El 9 de marzo de 2010, Mix Master Mike fue invitado al segmento Cool Tricks de Yo Gabba Gabba; En 2011, se unió a Travis Barker en unas cuantas actuaciones. Se confirmó entonces como artista en solitario y se presentó con Barker nuevamente, uniéndose a él en su I Am Music Tour, apoyando a Lil Wayne, hasta marzo-abril de 2011.
En junio de 2011 se anunció que iba a presentar un programa de sábado por la noche en la emisora de la radio alternativa Xfm Red.

## Discografía

### Álbumes
- Juko (1991)
- Anti-Theft Device (1998)
- Eye of the Cyklops (2000)
- Spin Psycle (2001)
- Return of the Cyklops (2002)
- Bangzilla  (2004)
- NaPALM ROCKETS (DubStep)  (2010)
- The Magma Chamber (2015)

### Singles y Mixtapes
- Neck Thrust One
- Rescue 916
- Terrorwrist Delivery Service
- Memoirs of a Serial Wax Killer
- Mixmasterpiece: Muzik's Worst Nightmare (1996)
- Surprise Packidge (1999)
- 30 Minute Massacre (2001)
- Plazma Ryfle (2015)

### Mixtapes
- Live! Beatdown volume 1 (2006)
- Neckthrust One
- Rescue 916
- The Bolt-117 (2012)